# 18 для жизни
«18 для жизни» — канадский телевизионный ситком, который дебютировал 4 января 2010 года на CBC Television. Сериал представлен в Квебеке на Vrak.TV под названием «Majeurs et mariés».

## Краткое содержание
Стэйси Фарбер и Майкл Ситер в главных ролях Джесси Хилл и Тома Беллоу — молодая пара, которая решает пожениться на спор сразу после средней школы. Актёрский состав также включает Питера Келегана и Эллен Дэвид роли родителей Тома — Бена и Джудит Беллоу, а также Ален Голем и Анджела Эшер в качестве родителей Джесси Фила Хилл и Тары Мерсер. Эти две семьи живут по соседству согласно пословице, что «хороший сосед начинается с высокого забора». Родители Джесси свободолюбивы и не верят в общепринятые основы брака или организации религии. У них в подвале живёт беженец из Ирака. Родители Тома — традиционные сторонники правил жизни белых воротничков. Отец Тома — судья, который обратился в иудаизм, когда женился, а его мать — домохозяйка. Джесси и Том в конечном счёте поселяются в мансарде родительского дома Тома как их первом семейном гнёздышке и пытаются совместить колледж, работу и испытания, которые выпадают на долю молодожён. Действие сериала происходит в Монреале, Квебек.

## Процесс съёмок
Сериал был изначально анонсирован в 2008 году как совместное производство между CBC и Американской телевизионной сетью ABC, хотя ABC позже вышла из производства. Пилотный эпизод был снят в 2008 году, а остальная часть первого сезона отснята летом 2009 года. CW, другая американская сеть, проявила интерес к сериалу и объявила 15 июля 2010 года, что она заберёт шоу.
Второй сезон был снят летом 2010 года и вернулся на CBC 3 января 2011 года с 13 новыми эпизодами.
CBC официально отменил шоу, и третьего сезона не будет. Заключительный, 25-й, эпизод был транслирован 28 марта 2011 года.

## Эпизоды
| Номер | Название                         | Режиссёр         | Сценарист                       | Дата выхода в эфир  |
| --- | -------------------------------- | ---------------- | ------------------------------- | ------------------- |
| 1 | «Скромное предложение»           | Питер Веллингтон | Дерек Шрейер, Карен Трубецкой   | 4 января 2010 года  |
| Том и Джесси жили по соседству и любили друг друга в течение многих лет. Пока родители и друзья не верят, что их любовь продлится долго. Поэтому, когда Том и Джесси объявляют о женитьбе всего в 18 лет, их встречают с изрядной долей неодобрения. Тем не менее, Том и Джесси чувствуют, что их любовь действительно искренняя и планируют доказать своей семье и друзьям, что любовь может победить всё. |                                  |                  |                                 |                     |
| 2 | «Никаких обязательств»           | Паоло Барзмен    | Дерек Шрейер, Карен Трубецкой   | 11 января 2010 года |
| Попытка Тома и Джесси найти своё собственное жильё приводит к катастрофическим последствиям. |                                  |                  |                                 |                     |
| 3 | «Это моя вечеринка»              | Питер Веллингтон | Дженн Энгелс                    | 18 января 2010 года |
| Джесси совершает неудачную попытку по завоеванию Джудит на своём девичнике; в то время как Том ввязывается в то, чтобы позволить отцам испортить его мальчишник. |                                  |                  |                                 |                     |
| 4 | «Обход»                          | Паоло Барзмен    | Дерек Шрейер, Карен Трубецкой   | 25 января 2010 года |
| Том проходит проверку на зрелость, когда Джесси пытается научить его водить машину. |                                  |                  |                                 |                     |
| 5 | «Ребёнок получает банк»          | Питер Веллингтон | Эндрю Де Анджелис, Дерек Шрейер | 1 февраля 2010 года |
| Джесси и Том узнают о подводных камнях совместного ведения банковского счета; Джудит пытается привыкнуть к программе упражнений Тары. |                                  |                  |                                 |                     |
| 6 | «История о гое»                  | Стефан Плещински | Скандер Халим                   | 8 февраля 2010 года |
| Тайна из прошлого Бена грозит вспыхнуть за семейным ужином с раввином. Приглашённая звезда: Харви Аткин в роли раввина Гольдштейна |                                  |                  |                                 |                     |
| 7 | «Вывеска картины»                | Паоло Барзмен    | Дерек Шрейер                    | 1 марта 2010 года   |
| Том обнаруживает, что родительское одобрение ничего не делает для его сексуальной жизни. |                                  |                  |                                 |                     |
| 8 | «Phil 'Er Up»                    | Стефан Плещински | Дерек Шрейер                    | 8 марта 2010 года   |
| Борьба между Филом и Тарой заставляет молодожёнов предложить Филу соседство по комнате. |                                  |                  |                                 |                     |
| 9 | «Рабочий день с полудня до пяти» | Стефан Плещински | Дерек Шрейер, Роб Шеридан       | 15 марта 2010 года  |
| Том и Фил объединяются в злополучной бизнес-схеме; Джесси полностью вовлечена в процесс ремонта кухни Джудит. |                                  |                  |                                 |                     |
| 10 | «Угадай, кто придёт на ужин»     | Стефан Плещински | Скандер Халим                   | 22 марта 2010 года  |
| Родители оказались заперты в гараже Фила с нерешёнными проблемами и хашбрауни; Том и Джесси спорят на кухне за то, что подавать родителям на ужин. |                                  |                  |                                 |                     |
| 11 | «В болезни и в здравии»          | Питер Веллингтон | Роб Шеридан                     | 5 апреля 2010 года  |
| Джудит и Джесси соревнуются за право заботиться о Томе, когда он простужается; Бен в ужасе узнаёт, что Фил находится в Менсе; Тара пытается улучшить отношения с разгневанным почтальоном. |                                  |                  |                                 |                     |
| 12 | «Напарник»                       | Паоло Барзмен    | Карен Трубецкой                 | 12 апреля 2010 года |
| Когда Том пытается помочь Картеру завоевать девушку, он ловит на себе взгляд её лучшей подруги; Джесси решает устроить вечеринку с Моникой и её одинокими подругами. |                                  |                  |                                 |                     |

| Номер | Название                         | Режиссёр         | Сценарист                      | Дата выхода в эфир   |
| --- | -------------------------------- | ---------------- | ------------------------------ | -------------------- |
| 13 | «Один-самое одинокое число»      | Стефан Плещински | Дерек Шрейер                   | 3 января 2011 года   |
| Том и Джесси обсуждают своих бывших сексуальных партнёров. Планы Фила на отпуск рушатся из-за проблем Тары с её паспортом. |                                  |                  |                                |                      |
| 14 | «15 минут позора»                | Паоло Барзмен    | Скандер Халим                  | 10 января 2011 года  |
| Когда Венди снимает документальный фильм о том, почему браки живут или распадаются, пары дают интервью, которые заставляют их переосмыслить свои отношения. Между тем, Том просто хочет исправить протечку потолка на чердаке.                                    |                                  |                  |                                |                      |
| 15 | «Любовники на время»             | Стефан Плещински | Роб Шеридан, Эндрю Де Анджелис | 17 января 2011 года  |
| Том и Джесси получают работу в одном книжном магазине, только Джесси — начальница, а Том — уборщик. Когда Бен открывает для себя йогу, он расслабляется так сильно, что это сводит Джудит с ума. Фил объявляет войну белкам.                                      |                                  |                  |                                |                      |
| 16 | «И да и нет»                     | Паоло Барзмен    | Дерек Шрейер, Карен Трубецкой  | 24 января 2011 года  |
| Тара шокирует всех, когда она принимает шутливое предложение руки и сердца Фила. Картер и Том ссорятся, когда Том раскрывает секрет Картера. |                                  |                  |                                |                      |
| 17 | «Переваренный»                   | Стефан Плещински | Эндрю Де Анджелис              | 31 января 2011 года  |
| Том пытается превзойти свою мать в кулинарии. Тара открывает для себя искусство флирта и соревнуется с Джесси за внимание красавчика Джеффа. Бен открывает использование и злоупотребления фразы «моя вина».                                                      |                                  |                  |                                |                      |
| 18 | «Семейный портрет»               | Паоло Барзмен    | Пол Эйткен                     | 7 февраля 2011 года  |
| Когда Тара дарит Беллоузам ужасную картину, которую написала сама, Бен идёт на крайние меры, чтобы избавиться от неё. Том и Джесси потеряли очень неловкое видео, которое они сделали.                                                                            |                                  |                  |                                |                      |
| 19 | «Неспящие на чердаке»            | Николас Монетт   | Шерри Уайт                     | 14 февраля 2011 года |
| Когда школьная приятельница Фила Серена приезжает в город на велосипеде с неожиданным визитом, у неё есть необычная просьба. Проблемы со сном Джесси и Тома приводят к временной разлуке.                                                                         |                                  |                  |                                |                      |
| 20 | «Промывка»                       | Паоло Барзмен    | Шелли Эриксен                  | 21 февраля 2011 года |
| Скандал вокруг обращения с ободком унитаза перерастает в тотальную войну полов. Джудит хочет снова выйти на работу. Фил маскирует фритюрницу для индейки под кофейник.                                                                                            |                                  |                  |                                |                      |
| 21 | «Мисс зачатие»                   | Паоло Барзмен    | Роб Шеридан                    | 28 февраля 2011 года |
| Том находит положительный тест на беременность, и вдруг все предположительно оказываются беременны. Венди строит семейный ящик памяти для своего школьного проекта.                                                                                               |                                  |                  |                                |                      |
| 22 | «Если Беллоу упадёт в лесу»      | Паоло Барзмен    | Карен Трубецкой                | 7 марта 2011 года    |
| Природа выглядит немного иначе, когда семья отправляется на кемпинг в огромном трейлере. Том и Джесси убегают от своих родителей только для того, чтобы заблудиться в лесу.                                                                                       |                                  |                  |                                |                      |
| 23 | «Как отец, как лучший друг сына» | Паоло Барзмен    | Джош Гол                       | 14 марта 2011 года   |
| Когда Том втягивает Картера в помощь своему отцу с налогами, Картер расцветает как «сын, которого Бен всегда хотел». Ава с разбитым сердцем вваливается на чердак, Джесси и Том не могут избавиться от неё.                                                       |                                  |                  |                                |                      |
| 24 | «Ворота»                         | Николас Монетт   | Карен Трубецкой                | 21 марта 2011 года   |
| Когда злая бабушка Тома умирает, узнав, что он женился, его мучает чувство вины, и он вспоминает хорошие факты о ней, чтобы сказать их на её похоронах. Фил строит ворота на заборе, разделяющем их участок так, чтобы Беллоузы могли посетить могилу их бабушки. |                                  |                  |                                |                      |
| 24 | «Карточный домик»                | Паоло Барзмен    | Дерек Шрейер                   | 28 марта 2011 года   |
| Том и Джесси обмениваются подарками на годовщину, которые они не могут себе позволить, в то время как их родители дарят им подарок, который нравится только самим родителям.                                                                                      |                                  |                  |                                |                      |

## Международная дистрибуция
«18 для жизни» транслировался в США на канале CW. Первые шесть серий были показаны в августе 2010 года. 19 августа 2010 года CW объявил, что он удалил серию из программной сетки вещания. 24 августа 2010 года было объявлено, что Арни Гелбарт, исполнительный продюсер сериала и генеральный директор производственной компании Galafilm Productions, заявил, что CW покажет оставшиеся шесть эпизодов первого сезона в декабре 2010 года; но этого так и не случилось.
В Индии Zee Café начал вещание первого сезона 9 февраля 2011 года.

## Отзывы

### Критика
Джон Дойл из «Глоб энд мейл» сказал, что «18 для жизни» «потрескивает остроумием» и что «Питер Келеган находится в прекрасном состоянии, как встревоженный папа Тома». Билл Харрис из Quebecor Media назвал предпосылку «своего рода освежающей» и описал её как «канадскую смесь „Знакомства с родителями“ и „Американской семейки“». Роб Оуэн из Pittsburgh Post-Gazette описал серию как «нежный, периодически развлекательный канадский импорт». Он также сравнил «18 для жизни» с ситкомом «Дарма и Грег». Роджер Кэтлин из Hartford Courant нашёл «18 для жизни» «очень сладким в стиле Диснея/ABC Family».
Брэд Освальд из «Winnipeg Free Press» сказал, что сейчас существует «next-door комедий», однако он нашёл предпосылку «просто не правдоподобной». Гленн Гарвин из «The Miami Herald» сериал не понравился. «CW, сеть, нацеленная на девочек-подростков, по-видимому, не могла найти американский медиа рынок достаточно глупым или продажным, чтобы сделать ситком о забавных недостатках подросткового брака. Спасибо, что вмешалась, Канада. Что бы мы без тебя делали?» Меган Анджело из «Уолл-стрит джорнэл» в своём обзоре ошибочно утверждает, что сериал «адаптирован под канадский хит», хотя на самом деле американской адаптации шоу нет. Затем она упомянула общее критическое осуждение гламуризации внебрачной беременности в фильмах Джуно и «Немножко беременна», а затем говорит, что брак «по залёту» не лучший выбор для подростков. Анджело продолжает говорить, что «то, на что действительно трудно смотреть, — это случайный дискус Тома и Джесси о сексе». Она далее объясняет, что то, что делает «18 для жизни» настолько трудным для просмотра по сравнению с такими шоу, как «Сплетница» и «90210: Новое поколение», заключается в том, что создание правдоподобного мира и «попытка узаконить всё это только ухудшает — и обычно CW не пытается». Мэри Макнамара, телевизионный критик «Лос-Анджелес таймс», представила свой обзор: «основа для этого шоу CW не является чем-то новым. За исключением, возможно, его старомодной приверженности браку». Макнамара также говорит: «Гораздо больше шокирует, когда молодые люди спешат жениться, чем когда они просто занимаются сексом или даже живут вместе». Что касается сценария, Макнамара говорит, что он «написан как импровизационное упражнение в актёрском кружке средней школы».
Хайме Вайнман из Maclean's рассмотрел негативные американские отзывы, в частности те, что из «Лос-Анджелес таймс» и «Уолл-стрит джорнэл», и был обеспокоены их «критикой шоу, потому что речь идёт о двух подростках старше 18 лет, которые поженились». В написании обзора «Уолл-стрит джорнэл» Вайнман упомянул, что это «странная презумпция», что «относительно реалистичное изображение подросткового секса, несколько нормальных и (сравнительно) де-гламурных подростков, которые были сексуально активны, это хуже, чем глянцевая версия, которую мы получаем на собственных шоу CW». В ответ на комментарий Макнамары в «Лос-Анджелес таймс» о том, что брак двух главных героев шокирует, Вайнман сказал: «Это часть смысла шоу: персонажи принимают решение, которое имеет больше влияния, юридически и культурно, чем любое другое, и то, что их родители боятся разрушить их жизнь».

### Рейтинги
Премьера шоу состоялась 4 января 2010 года на канале CBC. Только еженедельные рейтинги top 30 доступны для общественности в Канаде и «18 для жизни» никогда не входили в топ-30 в течение своего первого сезона.
Американская премьера на CW 3 августа 2010 года собрала 1,01 миллиона зрителей и рейтинг 0,4 (в возрастной категории 18-49) и даже потеряла зрителей из-за повтора низкорейтингового летнего реалити-сериала «Простушка», который предшествовал премьере. Следующие два эпизода вышли в эфир на CW 10 августа и упали в рейтингах ещё больше до 0,76 миллиона зрителей и рейтинга 0,3 в возрастной категории от 18 до 49.
| Номер | Эпизод                  | Выход в эфир в США   | Рейтинг | Доля | Рейтинг Нильсена (18-49) | Зрителей (млн) | Таймслот |
| ----- | ----------------------- | -------------------- | ------- | ---- | ------------------------ | -------------- | -------- |
| 1     | «Скромное предложение»  | 3 августа 2010 года  | 0.7     | 1    | 0.4/1                    | 1.010          | 5        |
| 2     | «Никаких обязательств»  | 3 августа 2010 года  | 0.6     | 1    | 0.3/1                    | 0.862          | 5        |
| 3     | «Это моя вечеринка»     | 10 августа 2010 года | 0.6     | 1    | 0.3/1                    | 0.747          | 5        |
| 4     | «Обход»                 | 10 августа 2010 года | 0.5     | 1    | 0.3/1                    | 0.776          | 5        |
| 5     | «Ребёнок получает банк» | 17 августа 2010 года | 0.5     | 1    | 0.3/1                    | 0.802          | 5        |
| 6     | «История о гое»         | 17 августа 2010 года | 0.5     | 1    | 0.3/1                    | 0.746          | 5        |

## Прокат и релизы
18 января 2011 года первый сезон был выпущен на DVD как в США, так и в Канаде. Второй сезон не был выпущен или анонсирован на DVD, но как первый, так и второй сезоны доступны для покупки в канадском iTunes Store как в формате HD, так и в формате SD, и ранее были доступны на Netflix. В настоящее время он доступен для трансляции на платформе медиа-контента Tubi TV.